# Liste der Monuments historiques in Lairoux
Die Liste der Monuments historiques in Lairoux führt die Monuments historiques in der französischen Gemeinde Lairoux auf.

## Liste der Bauwerke
| Bezeichnung            | Beschreibung              | Standort | Kennzeichnung | Schutzstatus | Datum | Bild           |
| ---------------------- | ------------------------- | -------- | ------------- | ------------ | ----- | -------------- |
| Ponts du Port-la-Claye | Erbaut im 18. Jahrhundert | (Lage)   | PA00110151    | Inscrit      | 1985  | weitere Bilder |